# 7505 Furusho
A 7505 Furusho (ideiglenes jelöléssel 1997 AM2) egy marsközeli kisbolygó. Kobajasi Takao fedezte fel 1997. január 3-án.